# Miguel Ángel Rosales
Miguel Ángel Rosales Izás (Ciudad de Guatemala, 1961) es un arquitecto estadounidense nacido en Guatemala. 
Egresado de la Universidad Francisco Marroquín en 1984, ingresa al Instituto Tecnológico de Massachusetts a estudiar diseño urbano y ambiental; en 1987 aprobó un Master of Science in Architecture Studies (SMArchS). Rosales se especializó en diseño y planeamiento urbano, lo que influyó de manera decisiva en su diseño y estética de puentes.

## Selección de obras
- 2025: Bill Russell Bridge, Boston, Massachusetts[4]
- 2019: Frances Appleton Bridge, Boston, Massachusetts[5]
- 2018: Longfellow Bridge, Boston, Massachusetts[6][7]
- 2012: Phyllis J. Tilley Memorial Bridge sobre el río Trinity en Fort Worth, Texas[8]
- 2008: Puente memorial Woodrow Wilson, entre Alexandria, Virginia, y Oxon Hill, Maryland.[9][10]
- 2004: Puente Centenario, Canal de Panamá.[11][2]
- 2003: Leonard P. Zakim Bunker Hill Memorial Bridge, Boston, Massachusetts.[2]

## Premios y distinciones
- 2009 Gustav Lindenthal Medal: Woodrow Wilson Memorial Bridge[9]
- 2013 Engineering Excellence Awards: Phyllis J. Tilley Memorial Bridge[8]
- 2018 Lighting Design Award – Heritage Lighting LIT: Longfellow Bridge[6]
- 2021 Commercial Palladio Winner: Longfellow Bridge[7]

## Galería
|                            |
| Puente Centenario en 2006. |

|                                          |
| Puente George Washington Carver en 2010. |

|                                              |
| Puente Leonard P. Zakim Bunker Hill en 2012. |

|                                 |
| Puente Woodrow Wilson en 2016.d |

|                                  |
| Puente Frances Appleton en 2019. |

|                            |
| Puente Longfellow en 2019. |

|                                            |
| Phyllis J. Tilley Memorial Bridge en 2019. |

|                              |
| Puente Bill Russell en 2025. |